# 聖園女学院中学校・高等学校

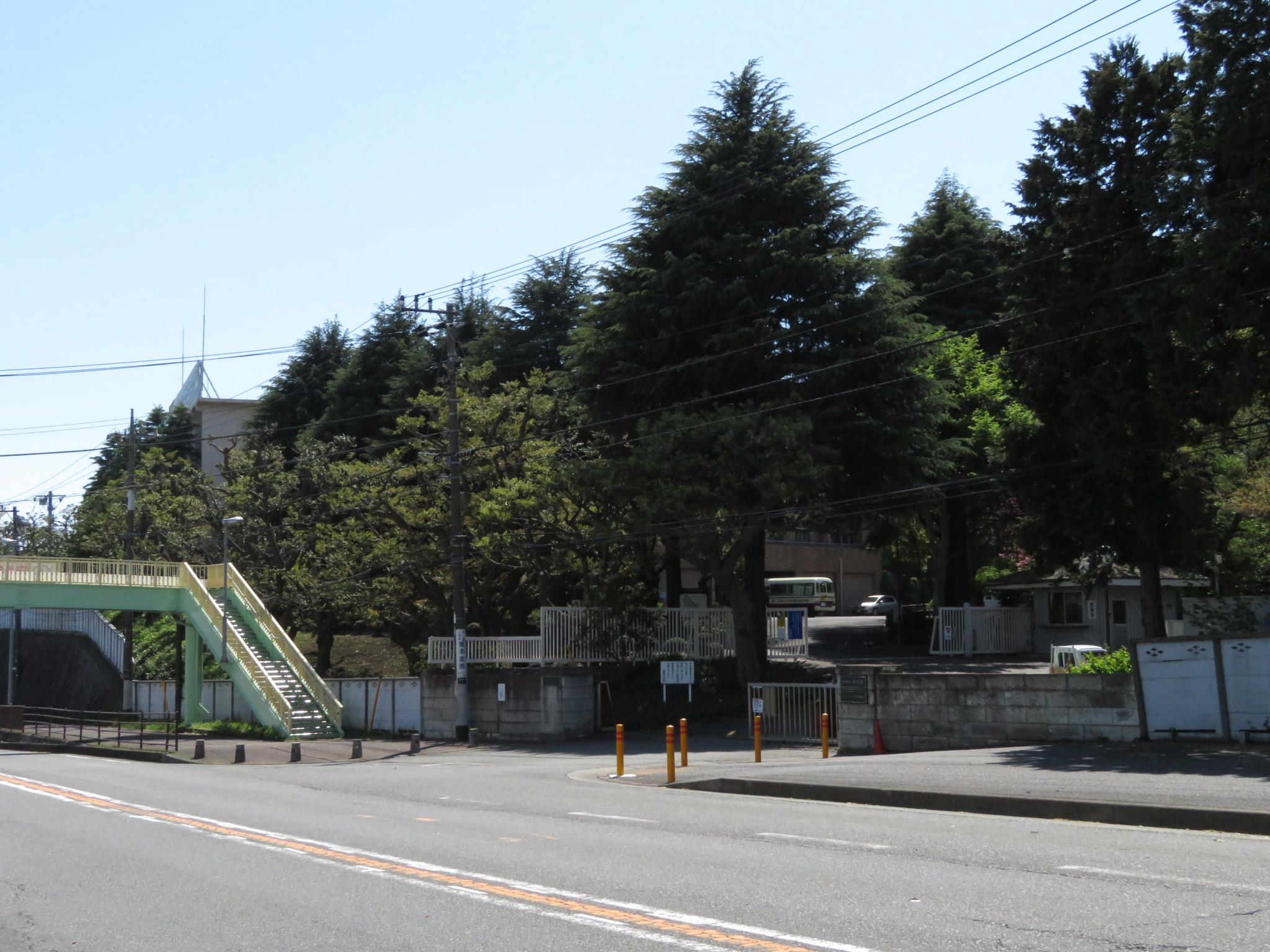
聖園女学院 正門、みその坂
（2017年4月19日撮影）

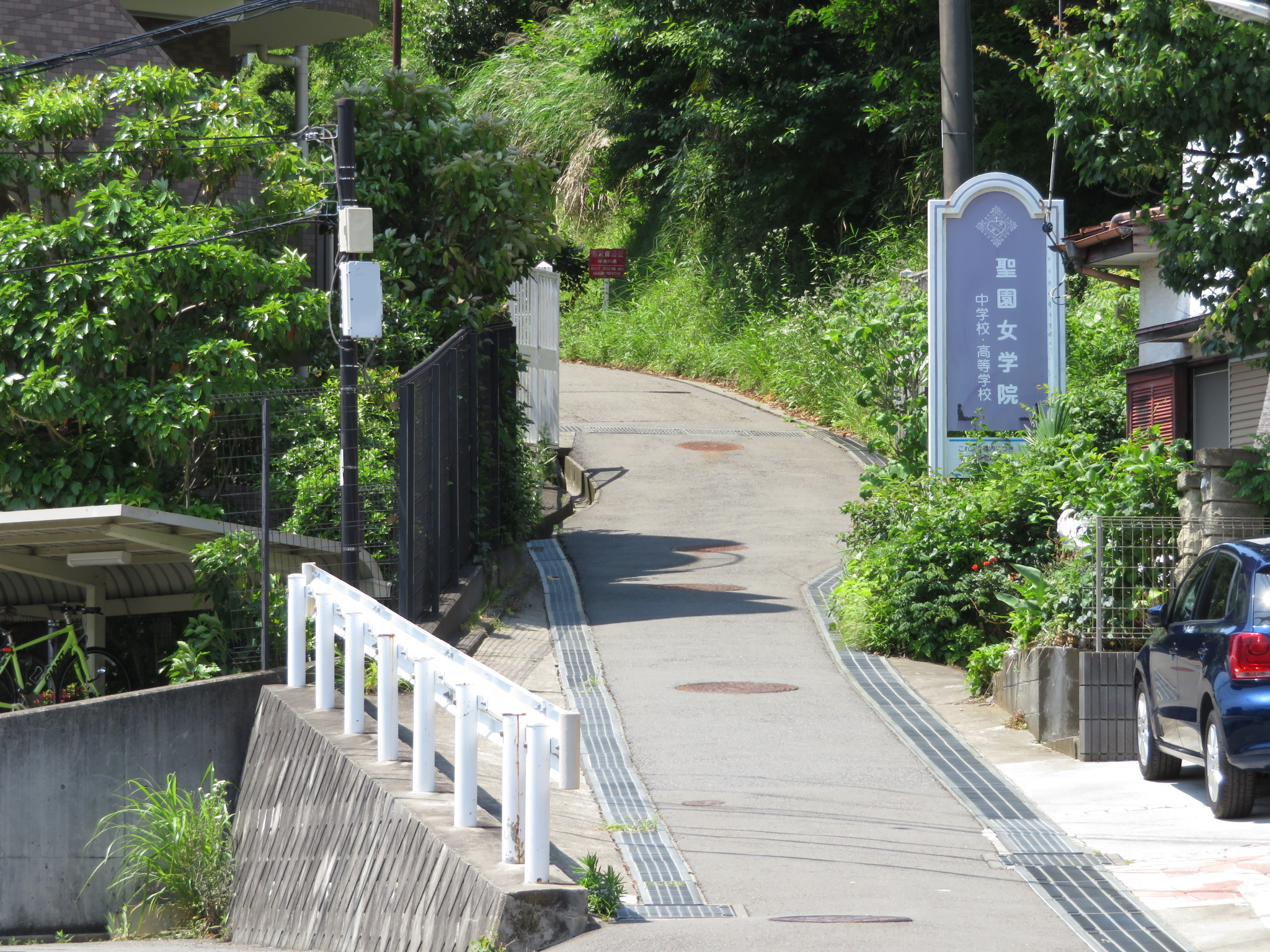
通学門 白旗坂
（2017年5月28日撮影）

聖園女学院中学校・高等学校（みそのじょがくいんちゅうがっこう・こうとうがっこう、英: Misono Girls' Junior & Senior High School）は、神奈川県藤沢市みその台に所在し、中高一貫教育を提供する私立カトリック系の女子中学校・高等学校である。

## 概要
名古屋市に本部を置く学校法人南山学園の管轄である。完全中高一貫校だったが、2024年度より高校募集を再開する。
毎日の朝礼時・終礼時に祈りを捧げて聖歌を歌い、6月と9月、11月、12月、2月にミサを開く。「マリアホール」「イエスの聖心聖堂」などがある。
学級は、ばら組・ゆり組・すみれ組・きく組と花の名前である。生徒数の減少により、2015年度からきく組は設置していない。各組は30 - 40名程度で、中学1年生 - 中学3年生の英会話は、1組を2つに分けて少人数で授業する。英語の授業は高校1年生から習熟度別に分ける。高校2年生からは、文系理系に分かれ、選択科目も科目により習熟度別を採る。
学校行事は入学式（4月）、球技大会（5月）、ミサ（6月、9月、11月、12月、2月）、聖園祭（9月）、クリスマスキャロル・クリスマスタブロ（12月）、卒業式（3月）などがある。
近年では、中高6年間を通してSDGsに関する総合学習・探究活動によって、教科の枠に収まらない人間教育にも力を入れている。

## 姉妹校

### 附属校
- 聖園女学院附属聖園幼稚園
- 聖園女学院附属聖園マリア幼稚園

### 提携校
- 南山中学校・高等学校
- 聖霊中学校・高等学校
- 南山大学
- 南山大学附属小学校

## 沿革
（沿革節の主要な出典は公式サイト）
- 1920年（大正9年） - 聖心の布教姉妹会を創立する。
- 1946年（昭和21年）4月 - 聖心の布教姉妹会第3代総長の聖園テレジア (Theresia Misono) が、藤沢海軍航空隊跡地[16]に、旧制の高等女学校として聖園女学院高等女学校を開校する。
- 1947年 - 聖園女学院小学校を併設する。
- 1948年 - 学制改革で聖園女学院高等学校に名称を変更し、2月28日に聖園女学院中学校を設立する。
- 1951年 - 学校法人聖園女学院とし認可される。
- 1965年 - 聖園テレジアに西ドイツから名誉勲章を贈与される。
- 1976年 - 完全中高一貫教育制へ移行し、中高完全6年一貫教育を開始する。
- 1979年 - 聖園女学院小学校を休校。
- 1990年（平成2年） - 全校舎の改築工事が完成する。
- 2004年 - 聖園女学院小学校を閉校。
- 2005年2月14日 - 旧日本軍高射砲陣地跡に体育館の工事中、機関砲弾約1200発が発見される。
- 2006年 - 新文化体育施設「マリアホール」が完成する。
- 2014年 - 2016年4月に学校法人南山学園と学校法人聖園学院が法人合併することに向けた協議を開始[17]する。
- 2015年 - 学校法人南山学園と学校法人聖園学院が合併の契約を締結する[18]。イエスの聖心聖堂[19]（みこころ聖堂）が完成する。
- 2016年
  - 4月 - 学校法人南山学園と合併する。
  - 6月 - 学校法人南山学園と学校法人聖園女学院の合併記念ミサを行う。
- 2017年 4月 - 学校法人南山学園第9代理事長のミカエル・カルマノ (Michael CALMANO) が校長に就任する。

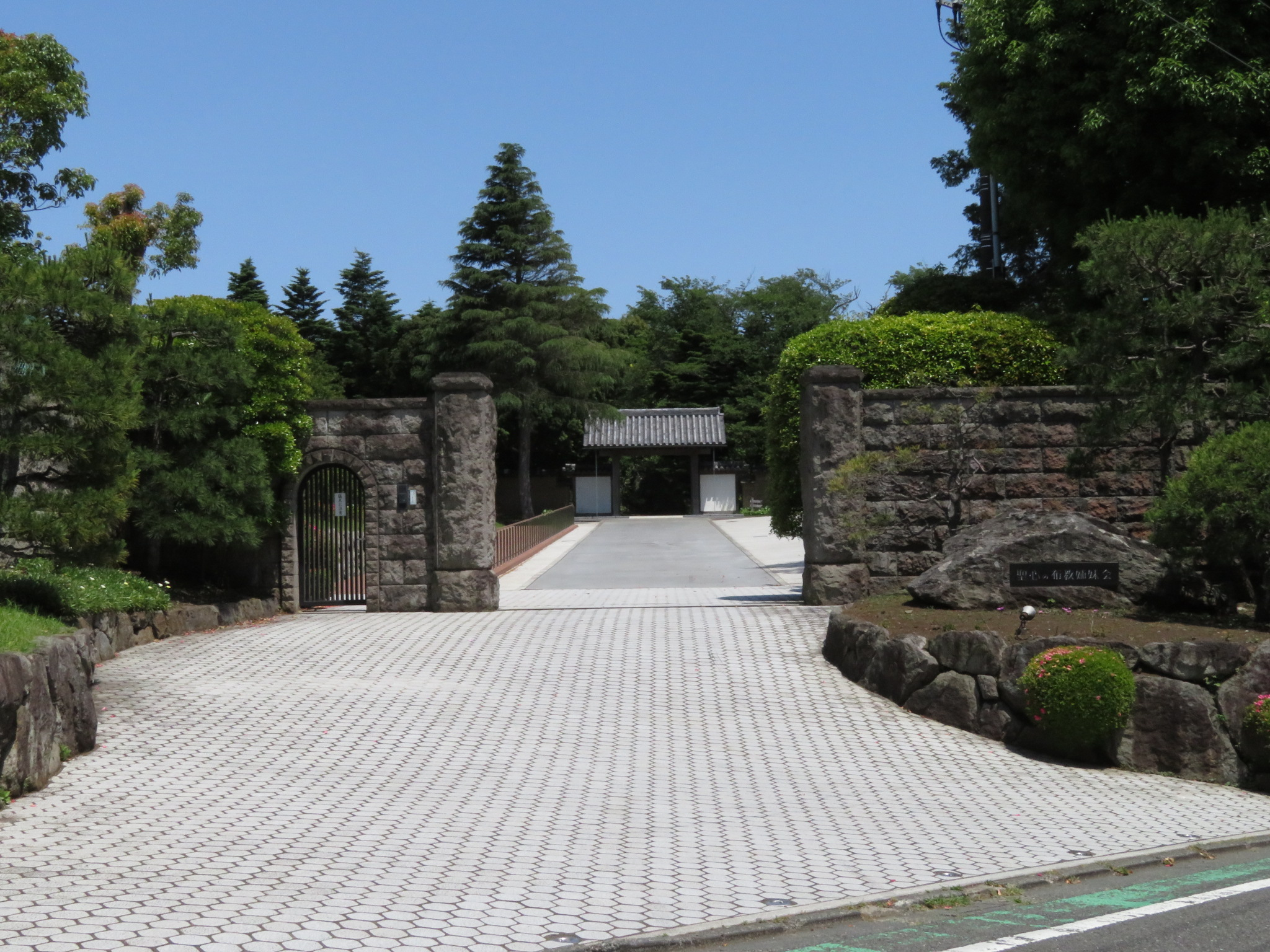
聖心の布教姉妹会（2017年6月4日撮影）
元聖心愛子会（聖園女学院の設立母体）

## アクセス
- 鉄道
  - 藤沢本町駅（小田急江ノ島線）から徒歩12分（通学門）
  - 善行駅（小田急江ノ島線）から徒歩15分（正門）
- バス
  - 神奈川中央交通藤51・藤58 聖園女学院前下車。

## 制服
- 中高共通のボレロに、中学は腰までのプリーツ、高校は胸下までのプリーツにベルト付きのジャンパースカートを合わせる。
- 夏季の盛夏服は、丸襟タイプか角襟タイプのオーバーブラウス（水色）に明るい紺のスカートである。
- セーターは厚手と薄手の2種類ある。
- 正装は、ジャンパースカートの上にボレロを着用する。靴下は、白ソックスまたは黒タイツ着用だが、正式な場では黒タイツを着用する。
- 外履きは黒の学生靴、校内は紺色の上履きである。

## 部活動
（部活動節の主要な出典は公式サイト）

### 運動部
- 弓道部
- 剣道部
- 硬式テニス部
- ソフトボール部
- ダンス部
- バスケットボール部
- バドミントン部
- バレーボール部
- 陸上競技部

### 文化部
- 演劇部
- 科学部
- 軽音楽部
- コーラス部
- 茶道部
- 美術部
- 手芸部
- 書道部

### その他
- 聖歌隊[22]
- セシリア会
- ハンドベルクワイア
- カトリック要理研究

## 著名な出身者
- 麻乃佳世（宝塚歌劇団）
- 若央りさ（宝塚歌劇団）
- 真壁京子（気象予報士）
- 糸山英太郎（附属小学校に在籍、元政治家）

## その他
- 相模野台地上南端に校舎が位置し[23]、最寄駅の藤沢本町駅からは40メートルほどの高低差がある。
- 通学門がある通りは白旗坂と称され、戦国時代からある八王子街道（滝山街道）の一部である[3][4][5]。この坂の上のグラウンド周辺は白旗台[24]である。
- 白旗神社から正門までの国道467号は、みその坂と呼ばれる[2]。
- 聖園女学院中学校・高等学校が位置する場所は、永久5年（1117年）に鎌倉景正が伊勢神宮に寄進した荘園、大庭御厨の一部であった。御厨（みくりや）のことを御園（みその・みそのう）と呼ぶこともある。
- 隣接する敷地に聖園子供の家が所在する。